# Dynamique sociale
Ne doit pas être confondu avec Sociodynamique.
La dynamique sociale, renvoie, en sociologie, aux changements ou aux étapes successives dans l'évolution des faits sociaux. Elle permet d'envisager la société sous l'angle de son évolution. Elle complète la notion de statique sociale.

## Concept
On retrouve le terme en 1853 chez Auguste Comte, dans son livre Système de politique positive, ou Traité de sociologie instituant la religion de l'humanité, dont le troisième tome s'appelle De la dynamique sociale.
Norbert Elias conçoit le monde social dans une dynamique. Il écrit ainsi La Dynamique de l'Occident, où il analyse les moteurs du changement social. Le terme est ainsi plus largement utilisé pour les sociologues qui analysent la société comme dynamique, avec des normes mouvantes, et non comme un tout figé ou statique.
Le concept connaît une autre utilisation dans les écrits de Talcott Parsons. Il définit la dynamique sociale comme un mouvement en avant et en arrière, mais qui n'est pas continu ; il oscille autour d'une position d'équilibre. Il part du postulat que cette situation d'équilibre, supposément parfaite, permet la conservation de la société. Les altérations qui affectent la société ne peuvent donc être que temporaires. Ces altérations résultent de la présence de certaines imperfections dans les structures sociales.